# Mic Michaeli
Gunnar Mathias "Mic" Michaeli (nacido el 11 de noviembre de 1962 en Upplands Väsby, Suecia) es el teclista de la banda sueca de hard rock Europe. 

## Biografía
Como muchos de los otros miembros de Europe, creció en Upplands Väsby, un suburbio de Estocolmo. Se unió a la banda en el tour Wings of Tomorrow en 1984, ocupando el puesto detrás de los teclados en lugar del cantante Joey Tempest, quien asumió únicamente la función de cantar y componer. 
Por otro lado, el propio Tempest deseaba darle a la banda un sonido más elaborado y atmosférico, incorporando en mayor medida el uso de teclados y sintetizadores.
Michaeli ha coescrito varias canciones de Europe. La canción más famosa es la exitosa balada " Carrie" del álbum The Final Countdown. La canción fue coescrita por Michaeli y Tempest, y fue el mayor logro de la banda en Estados Unidos, alcanzando el número 3 en la lista Billboard Hot 100.
Después de que Europe se separó en 1992, Michaeli ha grabado y realizado giras con bandas escandinavas como Brazen Abbot, Last Autumn's Dream y con el exvocalista de Black Sabbath / Deep Purple, Glenn Hughes. También coescribió varias canciones en el tercer álbum en solitario de Joey Tempest,Joey Tempest, que fue lanzado en 2002.
En 2003 se reunió de nuevo con sus antiguos compañeros de Europe, y han publicado a la fecha cinco nuevos discos de estudio: Start from the Dark (2004), Secret Society (2006), Last Look at Eden (2009), Bag of Bones (2012) y War of Kings (2015). 
Michaeli vive actualmente en Estocolmo. Está divorciado y tiene tres hijos: Marcus, Moa y Matilda.

## Discografía
- Europe - The Final Countdown (1986)
- Tone Norum - One of a Kind (1986)
- Europe - Out of This World (1988)
- Europe - Prisoners in Paradise (1991)
- Glenn Hughes - From Now On... (1994)
- Glenn Hughes - Burning Japan Live (1994)
- Brazen Abbot - Live and Learn (1995)
- Brazen Abbot - Eye of the Storm (1996)
- Brains Beat Beauty - First Came Moses, Now This... (1997)
- Brazen Abbot - Bad Religion (1997)
- Thore Skogman - Än Är Det Drag (1998)
- Nikolo Kotzev - Nikolo Kotzev's Nostradamus (2001)
- Brazen Abbot - Guilty as Sin (2003)
- Last Autumn's Dream - Last Autumn's Dream (2003)
- Europe - Start from the Dark (2004)
- Europe - Secret Society (2006)
- Bosses Vänner - Läget? (2007)
- Europe - Last Look at Eden (2009)
- John Norum - Play Yard Blues (2010)
- Europe - Bag of Bones (2012)
- Europe - War of Kings (2015)
- Europe - Walk the Earth (2017)